# مریمین، ادلب
مریمین (به عربی: مریمین) یک روستا در سوریه است که در ناحیه درکوش واقع شده‌است. مریمین ۱٬۹۲۳ نفر جمعیت دارد.